# Kanton Meylan
Der Kanton Meylan ist seit 1973 ein französischer Wahlkreis im Arrondissement Grenoble, im Département Isère und in der Region Auvergne-Rhône-Alpes. Hauptort ist Meylan.

## Gemeinden
Der Kanton besteht aus acht Gemeinden mit insgesamt 46.092 Einwohnern (Stand: 2022) auf einer Gesamtfläche von 64,28 km²:
| Gemeinde                | Einwohner 1. Januar 2022 | Fläche km² | Dichte Einw./km² | Code INSEE | Postleitzahl |
| ----------------------- | ------------------------ | ---------- | ---------------- | ---------- | ------------ |
| Biviers                 | 2.327                    | 6,17       | 377              | 38045      | 38330        |
| Corenc                  | 4.177                    | 6,50       | 643              | 38126      | 38700        |
| Domène                  | 6.777                    | 5,29       | 1.281            | 38150      | 38420        |
| La Tronche              | 6.447                    | 6,42       | 1.004            | 38516      | 38700        |
| Le Sappey-en-Chartreuse | 1.154                    | 15,13      | 76               | 38471      | 38700        |
| Meylan                  | 18.790                   | 12,32      | 1.525            | 38229      | 38240        |
| Montbonnot-Saint-Martin | 5.554                    | 6,38       | 871              | 38249      | 38330        |
| Murianette              | 866                      | 6,07       | 143              | 38271      | 38420        |
| Kanton Meylan           | 46.092                   | 64,28      | 717              | 3816       | –            |

### Bis 2015
Bis zur Neuordnung bestand der Kanton Meylan aus den vier Gemeinden Corenc, Meylan, Le Sappey-en-Chartreuse und La Tronche.